# Volodia Dubinin
Vladímir Dubinin, más conocido por su hipocorístico Volodia (en ruso: Володя Дубинин) fue un pionero-héroe de la Unión Soviética. Nació en 1928, y murió el 4 de enero de 1942 en Kerch.
Hijo de Nikífor Semiónovich Dubinin y Evdokía Timoféyevna, fue uno de los partisanos que vivieron bajo tierra, en una cantera abandonada cerca de Kerch. Junto a otros pioneros, como Vania Gritsenko y Tolia Kovaliov, y un grupo de adultos, se internó en los túneles de las abandonadas canteras cerca de Kerch para resistir la invasión alemana durante la Segunda Guerra Mundial, en lo que se puede considerar el preludio de lo que se ha llamado la Batalla de Adzhimushkay. Ayudó al grupo en labores tales como distribución de municiones, agua y comida. Aportó datos sobre la disposición de los túneles y las salidas a la superficie, gracias a que durante los años previos a la guerra solía jugar en dichas canteras.
Para cuando los alemanes ya se habían retirado de Kerch, Volodia colaboró en las labores de reconstrucción y limpieza de la ciudad. Fue realizando esas labores cómo, el 4 de enero de 1942 murió por la explosión de una mina antipersona dejada por los alemanes en su retirada.

## Reconocimientos
Se le concedió póstumamente la Orden de la Bandera Roja.
La escuela a la que asistía fue renombrada Vladimir Dubinín. La calle donde vivía en Kerch también lleva su nombre. En ella se encuentra la Plaza de los Pioneros, donde se erige un monumento tallado en piedra de Crimea que lo representa como saliendo de entre las rocas. Una placa en la base dice en ruso: "Héroe Pionero y Komsomol de Kerch. Por el heroísmo y el valor desplegados en la lucha contra los invasores fascistas, Vladimir Dubinin obtuvo póstumamente la Orden de la Bandera Roja." El monumento fue descubierto el 12 de julio de 1964.
Las ciudades de Kiev, Podolsk y Petrodvorets también tienen una calle cada una llamada Vladímir Dubinin.
En 1949, los soviéticos Lev Kassil y Max Polianovsky escribieron su biografía, la que titularon La Calle del Hijo Menor («Улица младшего сына»). En 1962, el 21 de mayo, se estrenó una película basada en el libro ya mencionado y con el mismo nombre, dirigida por Lev Golub.